# South Street Seaport
 (janvier 2022).
Si vous disposez d'ouvrages ou d'articles de référence ou si vous connaissez des sites web de qualité traitant du thème abordé ici, merci de compléter l'article en donnant les références utiles à sa vérifiabilité et en les liant à la section « Notes et références ».
South Street Seaport (port maritime de South Street) est une zone historique et touristique de la ville de New York, centrée sur l'extrémité de Fulton Street qui donne sur l'East River.

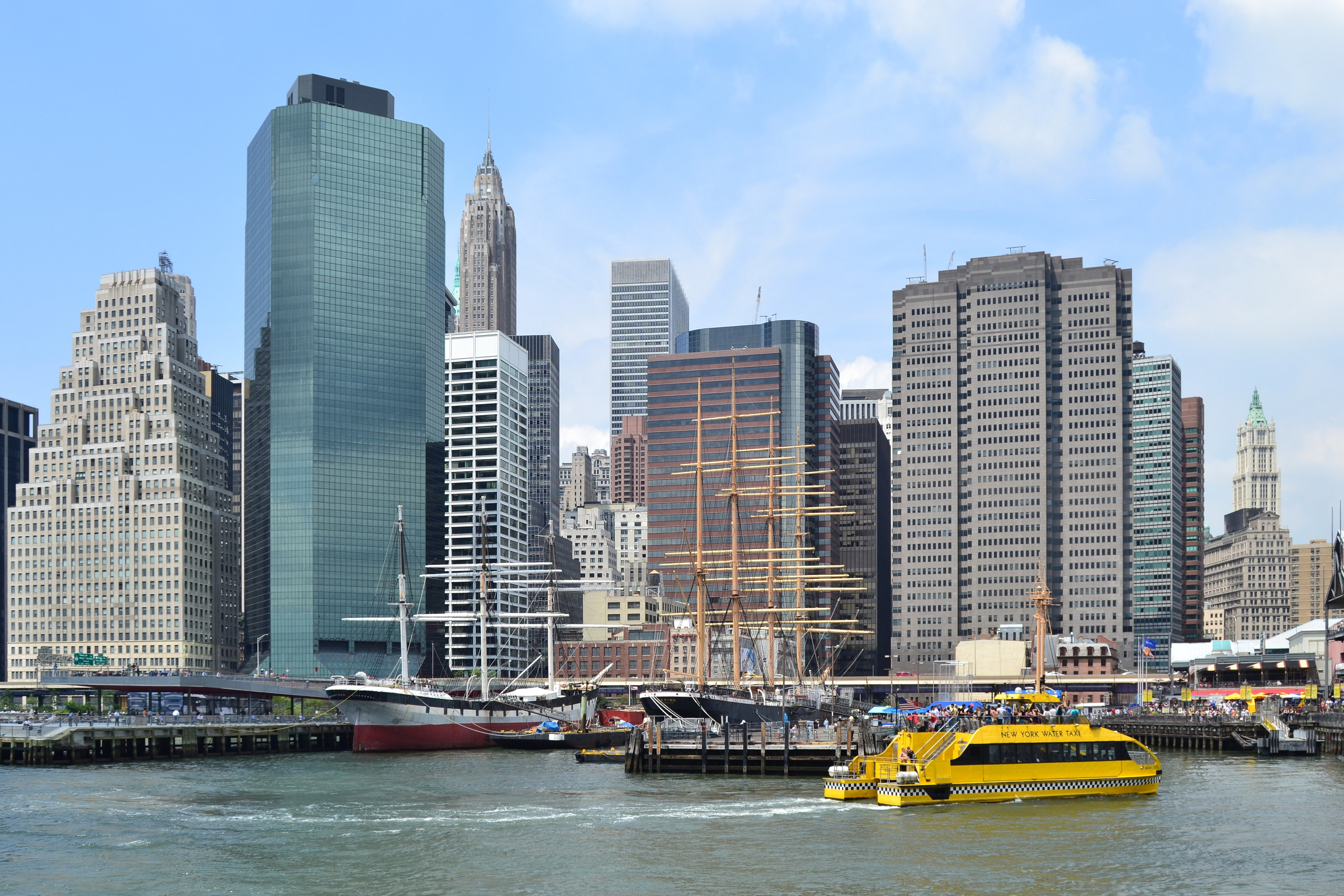
Vue depuis l'East River.

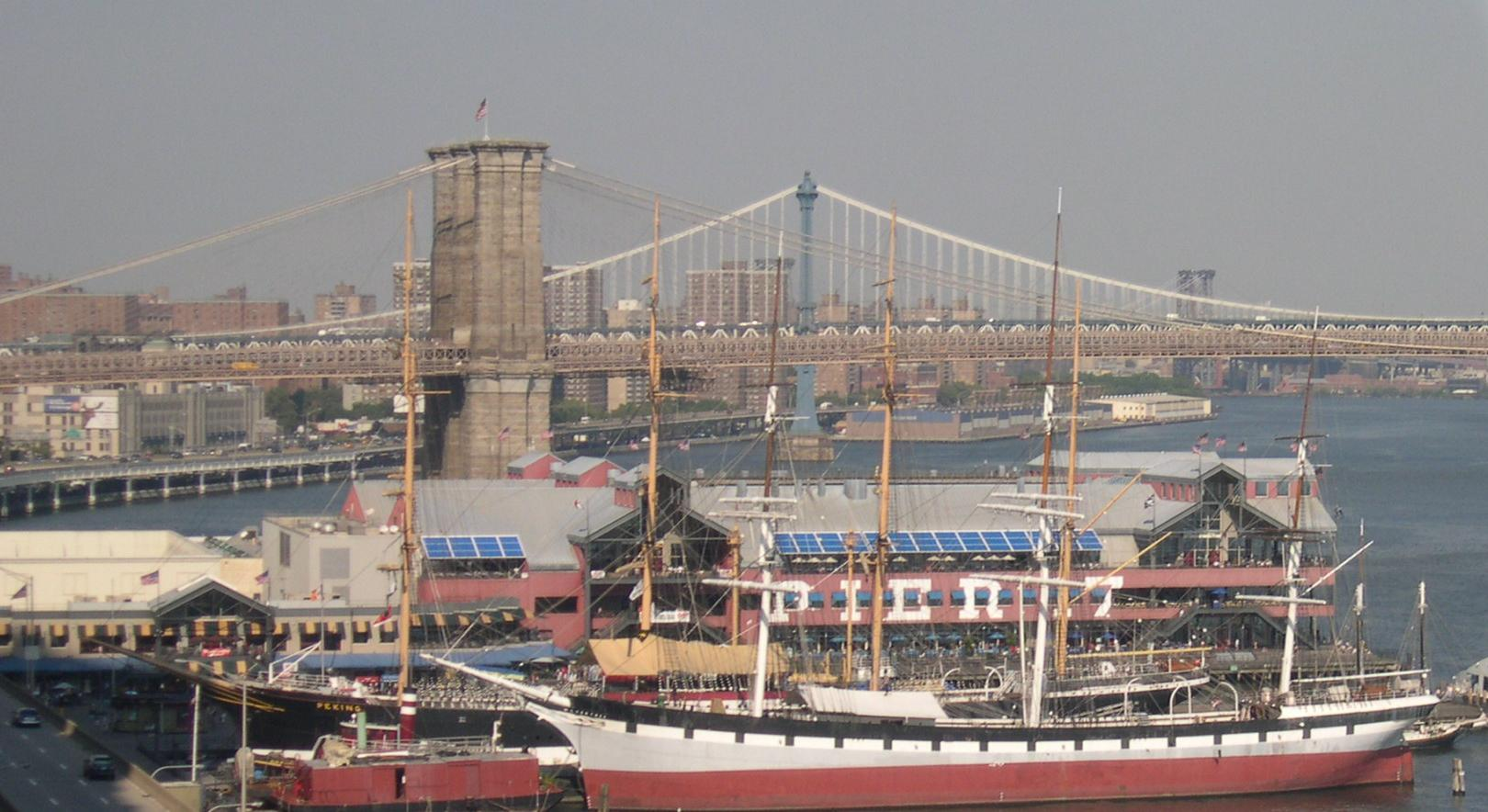
South Street Seaport.

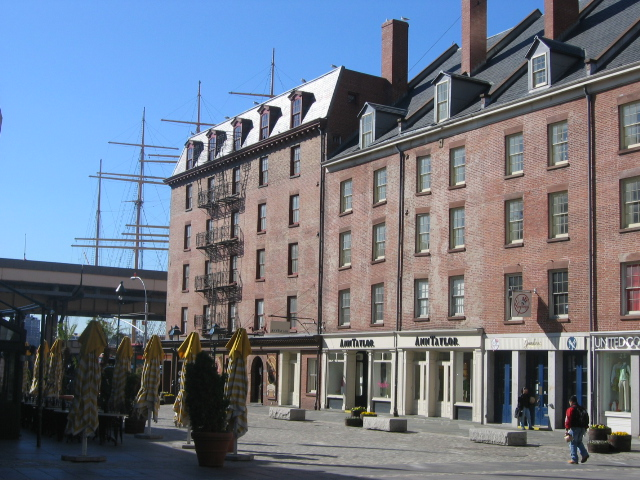
Fulton Street.

Situé dans le sud-est de Manhattan, et jouxtant le Financial District, on considère souvent South Street Seaport comme un quartier à part. Il est le port historique de la ville de New-York. Une section de Fulton Street a conservé ses anciens pavés. On y trouve des bâtiments commerciaux datant du début du XIXe siècle, un marché aux poissons (Fulton Fish Market), et des galeries commerçantes avec boutiques, restaurants et bars.
De grands voiliers sont amarrés le long du port, sur la jetée no 17, parmi lesquels le Flying P-Liner Peking, ainsi que des bateaux-musées. C'est le South Street Seaport Museum de New York, ouvert en 1967 et fondé par Peter et Norma Stanford. De la jetée, on a une excellente vue sur le pont de Brooklyn et sur Brooklyn Heights.